# Emil Staub Terlinden
Emil Staub Terlinden, geboren als Emil Staub (* 7. Januar 1867; † 15. Februar 1929) war ein Schweizer Industrieller und Kunstsammler. Er wurde vor allem bekannt durch seine Bildersammlung hervorragender französischer Impressionisten.

## Leben
Emil Staub jun. war Sohn von Bertha Bachmann und dem Seidenfabrikanten Emil Staub (* 26. März 1831; † 24. Dezember 1890). Sein Vater gründete im Jahr 1864 zusammen mit dem Sattler Heinrich Bachmann die Gerberei und Lederfabrik Männedorf. Nach dem Tod seines Vaters übernahm Emil Staub jun. zusammen mit seinem Bruder Heinrich Staub das Geschäft der Staub & Co AG, Leder- und Kunststoffwerke und stellte 1894 den Betrieb auf die industrielle Ledererzeugung um. Die Abteilung für Treibriemen aus Kronleder (eine der wichtigsten Abnehmer war die Textilmaschinenindustrie in England) war damals eine der führenden in der Branche, nebst der Herstellung von Autoreifen aus Leder.
Emil Staub heiratete 1903 Alma Terlinden (1883–1970), die Tochter von Heinrich Terlinden, Besitzer der Firma Terlinden & Co. in Küsnacht, einer Färberei und Fabrik für chemische Reinigung. Die gemeinsame Tochter Alma «Jo» Révy-Staub (1909–2008) studierte Balletttanz mit Trudi Schoop und heiratete am 15. Januar 1934 Richard Revy.

## «Villa Alma»

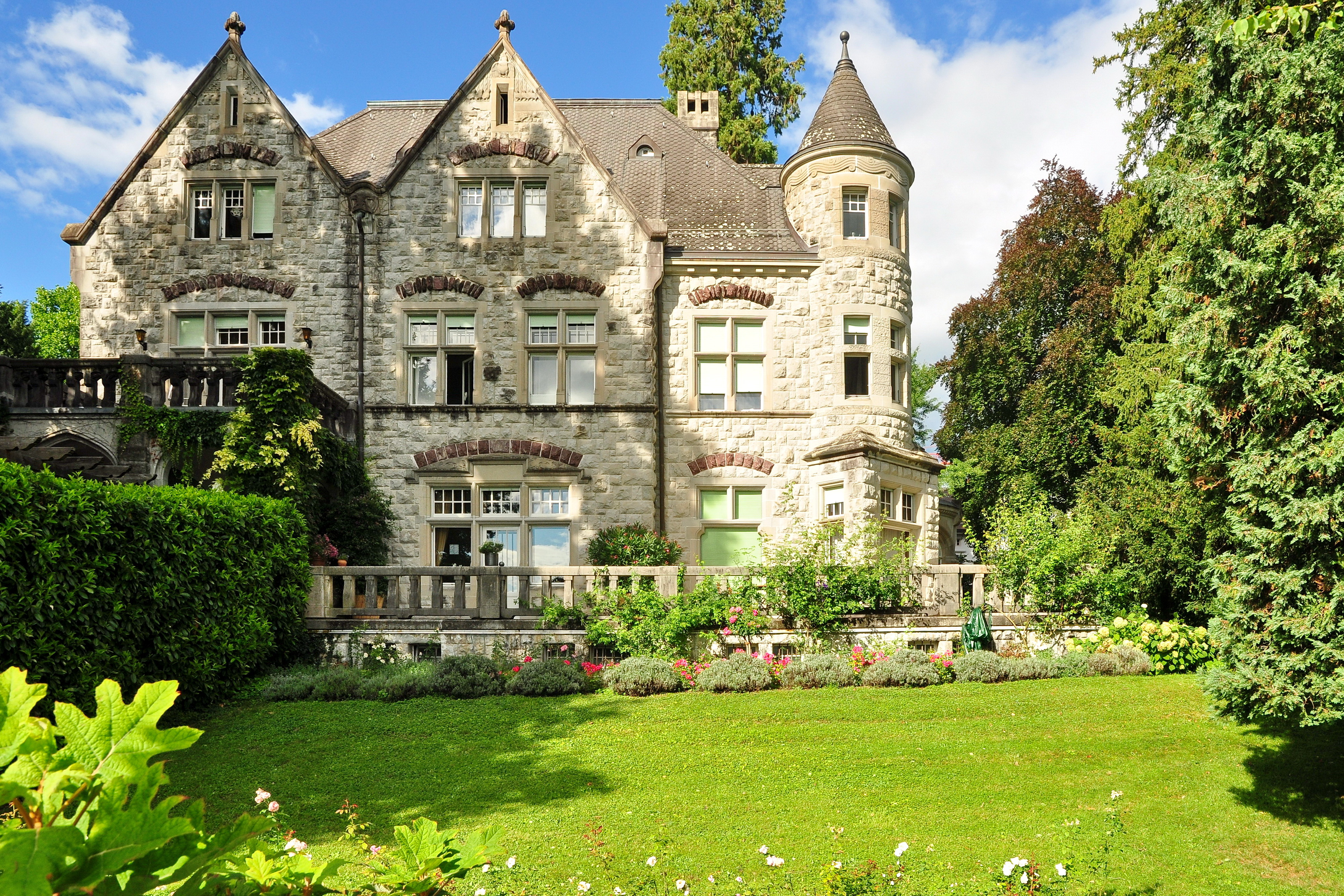
Staub Terlindens «Villa Alma» in Männedorf

Nach der Heirat gab Emil Staub den Auftrag zum Bau einer Villa mit Bootshaus im englischen Landhausstil, direkt am Zürichsee vor der Fabrikanlage in Männedorf. Architekt war Richard Kuder (1852–1912) mit seinem Partner Joseph Müller. Dieses Architekturbüro wies sich durch zahlreiche bedeutende Bauwerke aus, so etwa durch den Sitz der Schweizerischen Lebensversicherungs- und Rentenanstalt von 1897/1898 in Zürich.
Der Bauherr schrieb an die Architekten: «Das Äussere soll gediegen aber nicht grossartig sein, damit nichts herausfordernd gegen die Umgebung wirkt. Das Innere darf ohne Rücksicht auf die Öffentlichkeit ausgebaut werden...». Das Gebäude entstand in den Jahren 1905 bis 1907. Seine Innenausstattung ist weitgehend original erhalten. Die «Villa Alma» ist verzeichnet im kantonalzürcherischen Inventar der schützenswerten Objekte. Sie war 2001 mehrmals Drehort der Schweizer TV-Soap Lüthi und Blanc.
Der «Almapark» auf dem der Villa zugehörigen Areal ist heute öffentlich zugänglich. Er liegt auf der Südseite der Seestrasse in Männedorf direkt am See und besitzt eine Grotte. Die Statue L’offerta von Ernst Heller (1894–1972) wurde vor 1931 im Park aufgestellt.

## Sammlertätigkeit
Staub Terlindens Umzug in die neue Villa markiert gleichzeitig den Beginn seiner leidenschaftlichen Sammeltätigkeit. Frankreich hatte auf Emil und Alma Staub-Terlinden Faszination ausgeübt, die durch zahlreiche Reisen ins Land, aber auch durch die Vorliebe für französische Malerei belegt ist. Ab 1916 begann Emil Staub-Terlinden Werke französischer Impressionisten, Spätimpressionisten, der Nabis und Fauves zu sammeln.
Das Ehepaar besuchte die Galerien der bedeutendsten Kunsthändler der Zeit, wie Ambroise Vollard, Durand-Ruel, Bernheim-Jeune, Georges Wildenstein, Eugène Druet und Paul Rosenberg. Oft begleitete sie der Maler Carl Montag auf ihren Reisen nach Paris und diente als Vermittler zu den Künstlern. Montag erstellte auch ein handschriftliches Verzeichnis mit Reproduktionen aus der Sammlung Staub-Terlinden Männedorf. Dieses findet sich heute im Schweizerischen Institut für Kunstwissenschaft.
Der Hauptteil der Sammlung wurde in den Jahren 1916 mit 17 Bildern und 1917 mit weiteren 12 Bildern aufgebaut. Gemeinsam mit seiner Frau trug Staub Terlinden in den kommenden Jahren eine der bedeutendsten Privatsammlungen der französischen Kunst des 19. und 20. Jahrhunderts in der Schweiz zusammen. Bereits 1926 wurde die Sammlung in der Fachzeitschrift L’Amour de L’Art gewürdigt.

## Werke in der ehemaligen Kunstsammlung
Folgende bedeutende Werke waren unter anderem Bestandteil der Sammlung:

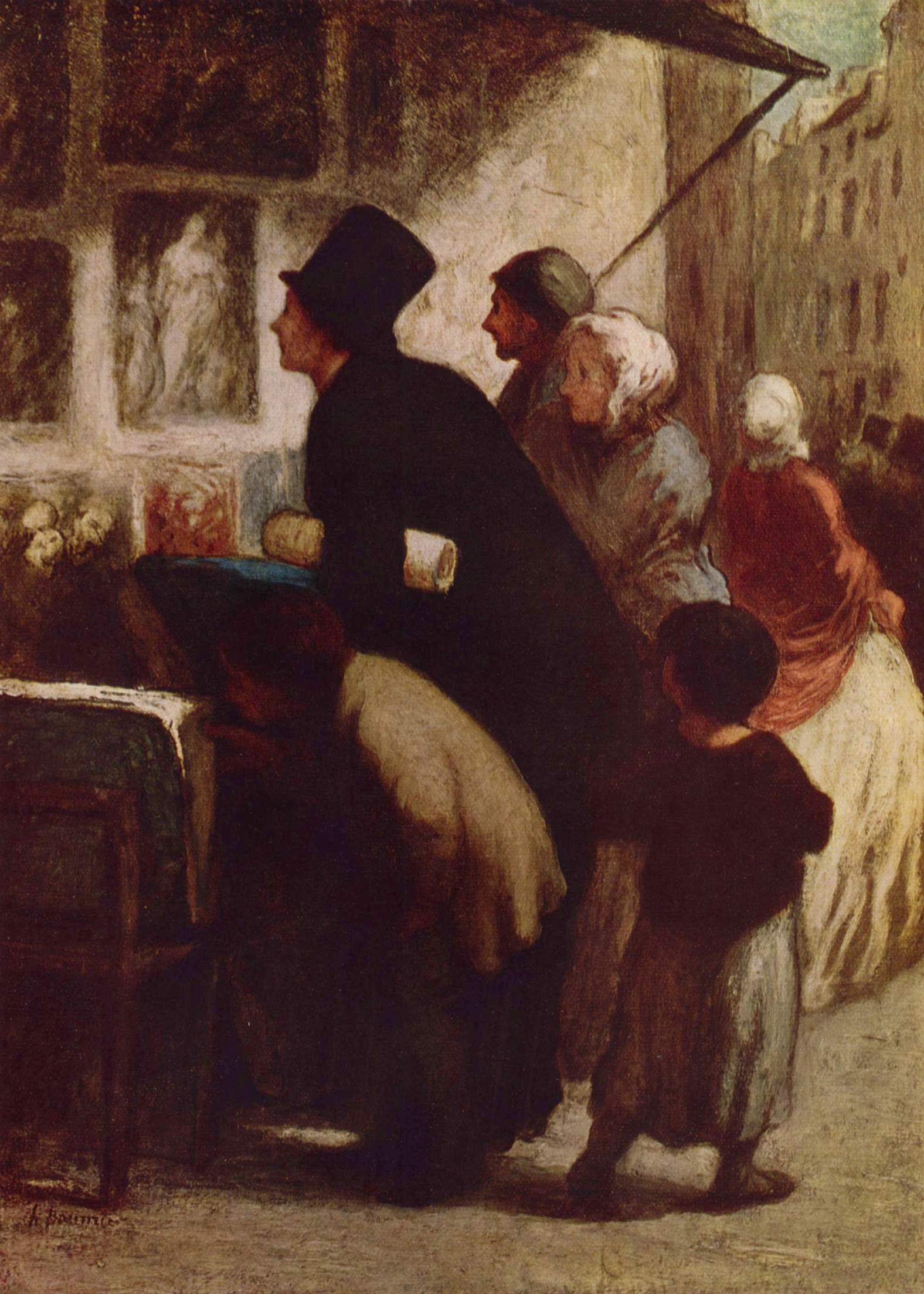
Honoré Daumier: Der Kupferstichhändler, 2. Drittel 19. Jahrhundert, Öl auf Leinwand, 33 × 24 cm

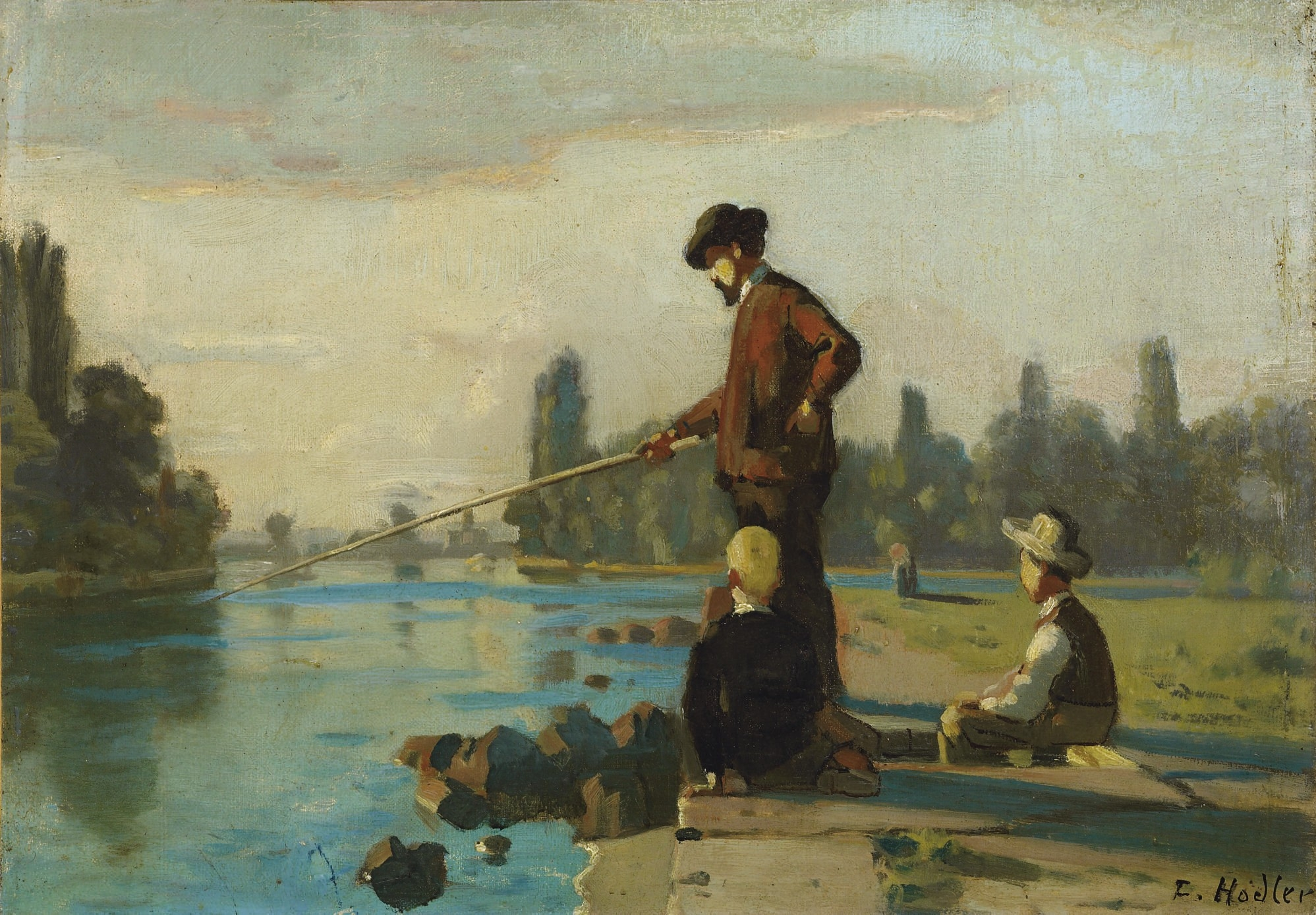
Ferdinand Hodler: Der Angler, um 1879, Öl auf Leinwand, 26,5 × 37,5 cm

- André Bauchant: Fête champêtre, 1946, Öl auf Leinwand, 50 × 100,5 cm.[8]
- André Bauchant: Paysage grecque, 1941, Öl auf Leinwand, 42 × 60 cm.[9]
- Paul Cézanne: La bouteille de menthe (heute National Gallery of Art, Washington, D.C), um 1893–1895, Rewald 772.
- Paul Cézanne: La clairière (heute Toledo Museum of Art), um 1890, Rewald 814, Öl auf Leinwand 100 × 81 cm.
- Jean-Baptiste-Camille Corot: La bretonne en prière,  Öl auf Papier auf Holz aufgezogen 35 × 27 cm.[10]
- Jean-Baptiste-Camille Corot: La bohemienne au tambour basque, um 1850–1860, Öl auf Leinwand, 60 × 35,5 cm.[11]
- Gustave Courbet: Paysage Nocturne, um 1860, Öl auf Leinwand, 50 × 95 cm.[12]
- Honoré Daumier: Der Kupferstichhändler, 2. Drittel 19. Jahrhundert, Öl auf Leinwand, 33 × 24 cm.
- Edgar Degas: Cheval marchant au pas relevés, Bronzeguss.[13]
- Eugène Delacroix: Angelica und Medoro (heute Art Gallery of New South Wales), um 1860, Öl auf Leinwand, 81 × 65 cm.[14]
- Ferdinand Hodler: Der Angler, um 1879, Öl auf Leinwand, 26,5 × 37,5 cm.[15]
- Edouard Manet: Vase de fleurs (heute Musée d’Orsay, Paris), Öl auf Leinwand, 56 × 35 cm.
- Edouard Manet: Les Huitres (heute National Gallery of Art in Washington), 1862, Rouart & Wildenstein 63, Öl auf Leinwand, 39 × 47 cm.
- Claude Monet, Nymphéas, 1905, Öl auf Leinwand, 81 × 100,5 cm[16]
- Claude Monet: Vétheuil in Winter, um 1878–1879, Öl auf Leinwand, 68,5 × 90 cm.
- Claude Monet, La Gare Saint-Lazare (heute the Frick Collection New York), 1877, Wildenstein 439, Öl auf Leinwand, 80 × 98 cm.
- Pablo Picasso: Juan-les-Pins (heute Harvard Art Museums), 1924, Öl auf Leinwand 24 × 41 cm[17]
- Pierre-Auguste Renoir: Baigneuse, Öl auf Leinwand, 42 × 32 cm.[18]
- Pierre-Auguste Renoir: Badende mit losem blonden Haar (in der Sammlung von 1916–1950, heute Philadelphia Museum of Art), 1905, Öl auf Leinwand, 67 × 73 cm.
- Félix Vallotton: Femmes portant des corbeiles à Marseille, 1901.[19]
- Edouard Vuillard: Woman sewing before a Garden Window (heute Museum of Fine Arts, Boston), 1895. Öl auf Papier auf Leinwand auf Holz montiert, 31 × 36,5 cm.